# Кругликов, Евсей Зиновьевич
Евсе́й Зино́вьевич Кру́гликов — военный комиссар Тульского оружейно-технического ордена Ленина училища имени Тульского пролетариата, полковой комиссар.

## Биография
Родился 25 января 1902 года в городе Мглин Черниговской губернии в семье рабочего.
- Закончил восемь классов школы и трудовую деятельность начал на кожевенном лаячном заводе в Клинцах, на котором проработал до октября 1918 г. по специальности тянульщика[1].
- С оккупацией немцами этой территории вступил в местное подполье. Был арестован оккупационной администрацией и заключён в Новозыбковскую тюрьму, в которой пробыл до освобождения Чернигова 1-й Украинской советской дивизией в декабре 1918 года.
- В феврале 1919 г. добровольцем вступил в ряды Красной Армии и был определён в кавалерийский отряд ВЧК, в составе которого участвовал в боевой операции против банды атамана Зеленого[2]. А с осени 1919 г. он, будучи красноармейцем 297-го стрелкового полка 14-й стрелковой дивизии 9-й армии Юго-восточного фронта, принял участие в боях против Деникина.
- Весной 1920 г. по состоянию здоровья, после перенесенного заболевания тифом, уволился из рядов Красной Армии и вернулся в Клинцы, где некоторое время работал рабочим отдела военных заготовок (Воензага). В том же году вступил в РКП(б) и стал членом Клинцовской парторганизации.
- В декабре 1921 года завершил обучение в губернской партшколе и был назначен инструктором Гомельского городского комитета партии, а чуть позже заведующим его организационным отделом. Исполнял обязанности секретаря Чериковского и Рогачевского уездных комитетов партии. Некоторое время был заместителем председателя Могилевского уездного бюро профсоюзов.
- В апреле 1924 вновь призван на службу в ряды Красной Армии. В ходе конфликта на Китайско-Восточной железной дороге он был назначен заместителем начальника политотдела кавалерийской бригады в 1929 году.
- В 1936 г. назначен военным комиссаром ветеринарного института РККА[3]. В следующем году ему было присвоено звание полкового комиссара. В составе начальников и комиссаров военных академий РККА участвовал в заседании Военного совета при НКО СССР[4].
- В 1938 году, как представитель Политического управления Красной Армии участвовал в событиях 1939—1940 гг., получивших название «освободительные походы частей Красной Армии в Западную Украину и в Прибалтику»[5].
- В 1940 году поступил на Высшие курсы усовершенствования политсостава РККА при Военно-политической академии имени В. И. Ленина и по их окончании был назначен военным комиссаром Тульского оружейно-технического ордена Ленина училища имени Тульского пролетариата (ТОТУ). С началом Великой Отечественной войны по указанию ЦК ВКП(б) принял активное участие в организации на базе училища краткосрочных сборов для коммунистов и комсомольцев города Тулы, получивших название курсов политбойцов[6].
- В октябре 1941 г. в качестве военного комиссара сводного курсантского батальона ТОТУ принял участие в одном из самых ожесточенных по накалу сражений начального периода войны — в боях за город Мценск[7]. В историческом очерке, выпущенном к 135-летнему юбилею Тульского артиллерийского инженерного института в 2004 году о Е. З. Кругликове говорится следующее:

«Е. З. Кругликов, будучи комиссаром сводного батальона, проявил себя во время боёв под г. Мценск грамотным, дисциплинированным офицером, способным мобилизовать личный состав на отпор врагу»
— Тульский артиллерийский инженерный институт. 135 лет. Исторический очерк. Часть 3. 

— Тула, РИА «Свамия», 2004.
- После эвакуации ТОТУ в Томск продолжал исполнение своих служебных обязанностей военного комиссара училища.
- В 1944 году прошёл ускоренный курс обучения в Военной академии имени Фрунзе. По её окончании был назначен командиром 139-го гвардейского стрелкового полка 46-й гвардейской стрелковой дивизии 4-й ударной армии 1-го Прибалтийского фронта.
- В начале 1945 года был назначен заместителем командира по строевой части 875 стрелкового полка 158 стрелковой дивизии.
- В конце 1944 г. назначен заместителем командира 90-й стрелковой дивизии 2-й ударной армии 2-го Белорусского фронта.
- По окончании Великой Отечественной войны он более двух лет работал в органах Советской военной администрации в Германии (СВАГ) на следующих должностях[8]:

 — начальник военного сектора штаба Управления советской военной администрации (УСВА) провинции Мекленбург, 1945—1946 гг.; 

 — заместитель начальника штаба УСВА провинции Мекленбург, 1946—1947 гг.; 

 — начальник штаба Управления военных комендатур (УОВК) округа Баутцен земли Саксония, 1947 г.
- С сентября 1947 года по январь 1948 года находился в распоряжении Главного управления кадров Министерства обороны СССР.
- В январе 1948 года вышел в отставку. Работал цензором Московского областного и городского Управления по делам литературы и издательств (Мособлгорлит).

Евсей Зиновьевич Кругликов умер в Москве в 1987 году.

## Награды
- Два ордена Красного Знамени
- Орден Отечественной войны 2 степени
- Медаль «За отвагу»
- Юбилейная медаль «XX лет Рабоче-Крестьянской Красной Армии»
- Медаль «В ознаменование 100-летия со дня рождения Владимира Ильича Ленина»
- Медаль «За победу над Германией в Великой Отечественной войне 1941—1945 гг.»
- Юбилейная медаль «Двадцать лет Победы в Великой Отечественной войне 1941—1945 гг.»
- Юбилейная медаль «Тридцать лет Победы в Великой Отечественной войне 1941—1945 гг.»
- Юбилейная медаль «Сорок лет Победы в Великой Отечественной войне 1941—1945 гг.»
- Юбилейная медаль «50 лет Вооружённых Сил СССР»
- Юбилейная медаль «60 лет Вооружённых Сил СССР»
- Знак «25 лет победы в Великой Отечественной войне»
- Две иностранные награды